# سفی افراتی
یوسف افراتی (به انگلیسی: Yoseph Efrati) متولد ۱۹۷۵ در اسرائیل یک نوازنده اسرائیلی گیتار بیس در گروه بلک فیلد است.